# U 776
U 776 war ein deutsches Unterseeboot der Klasse VII C, das im Zweiten Weltkrieg eingesetzt wurde. Es war das dritte deutsche U-Boot, das nach der Kapitulation in einen englischen Hafen einlief.

## Bau und technische Daten
U 776 wurde am 21. November 1940 bei der Kriegsmarinewerft Wilhelmshaven in Auftrag gegeben. Die Kiellegung unter der Baunummer 159 erfolgte am 4. März 1943 und der Stapellauf am 4. März 1944. Die Indienststellung unter Oberleutnant zur See, später Kapitänleutnant, Lothar Martin erfolgte am 13. April 1944. Das Turmemblem des Bootes ähnelte sehr dem von Kapitän zur See Hermann Lessings U 1231: Ein Seepferdchen, das Zeichen der Bordfliegerstaffel 1/196, wurde von beiden Booten aus Traditionsgründen geführt, da beide Kommandanten zeitweise dort gedient hatten. U 776 erhielt bei späteren Umbauarbeiten den Turmtyp IV mit einer 3,7-cm-Einzelflak, zwei 2-cm-Zwillingsflaks und einem Klappschnorchel mit einem zylindrischen Ringschwimmer-Kopfventil.

## Einsatzgeschichte
U 776 verließ am 11. März 1945 Kiel und verlegte zunächst nach Kalundborg und von dort nach Horten, wo es im Oslofjord Schnorchelübungen durchführte. Von Horten verlegte es dann nach Kristiansand, von wo es am 23. März 1945 zur ersten Feindfahrt auslief. U 776 operierte auf dieser 54-tägigen Unternehmung im Nordatlantik westlich der Scilly-Inseln, ohne dabei ein Schiff zu versenken. Nachdem der Kapitulationsbefehl das Boot erreicht hatte, entschied sich Kapitänleutnant Martin, den britischen Hafen Portland anzulaufen, da dieser in der Nähe lag.

## Ende des Bootes
Das Boot verlegte, noch immer unter Kapitänleutnant Lothar Martin, am 21. Mai von Portland nach London, wo es von der Royal Navy als Ausstellungsboot HMS N 65 übernommen wurde. Die Besichtungsfahrten begannen am 8. Juni 1945 in London und endeten am 3. Dezember 1945 in Loch Ryan bei der Operation Deadlight. Das Boot wurde dabei u. a. in Southampton, Dover, Blyth, Sunderland, Rosyth, Newcastle und Dundee vorgeführt.
Nach der Ankunft in Loch Ryan blieb es dort vom 22. August bis zum 3. Dezember, als es zur Versenkung ausgewählt wurde. Doch auf dem Weg zur Versenkungsposition sackte das Boot im Schlepp des Marineschleppers HMS Enforcer (W.178) ab und kenterte. Das Wrack liegt im Planquadrat AM 6463 auf der Position 55° 8′ N, 5° 30′ W.